# 瓜达卢佩圣母圣殿
瓜达卢佩圣母圣殿（西班牙語：Basílica de Nuestra Señora de Guadalupe）是天主教的宗座圣殿，墨西哥的国家朝圣地，位于墨西哥城以北。据说瓜達露佩聖母向圣若望·迭戈显现的地点就在附近。
新圣殿收藏有显现瓜达卢佩圣母像的圣若望·迭戈的斗篷。它是天主教最重要的朝圣地之一，每年有数百万人来访，特别是在12月12日瓜达卢佩圣母瞻礼前后。
圣殿有10,000座位，增加临时座位后，可容纳40,000人参加弥撒。

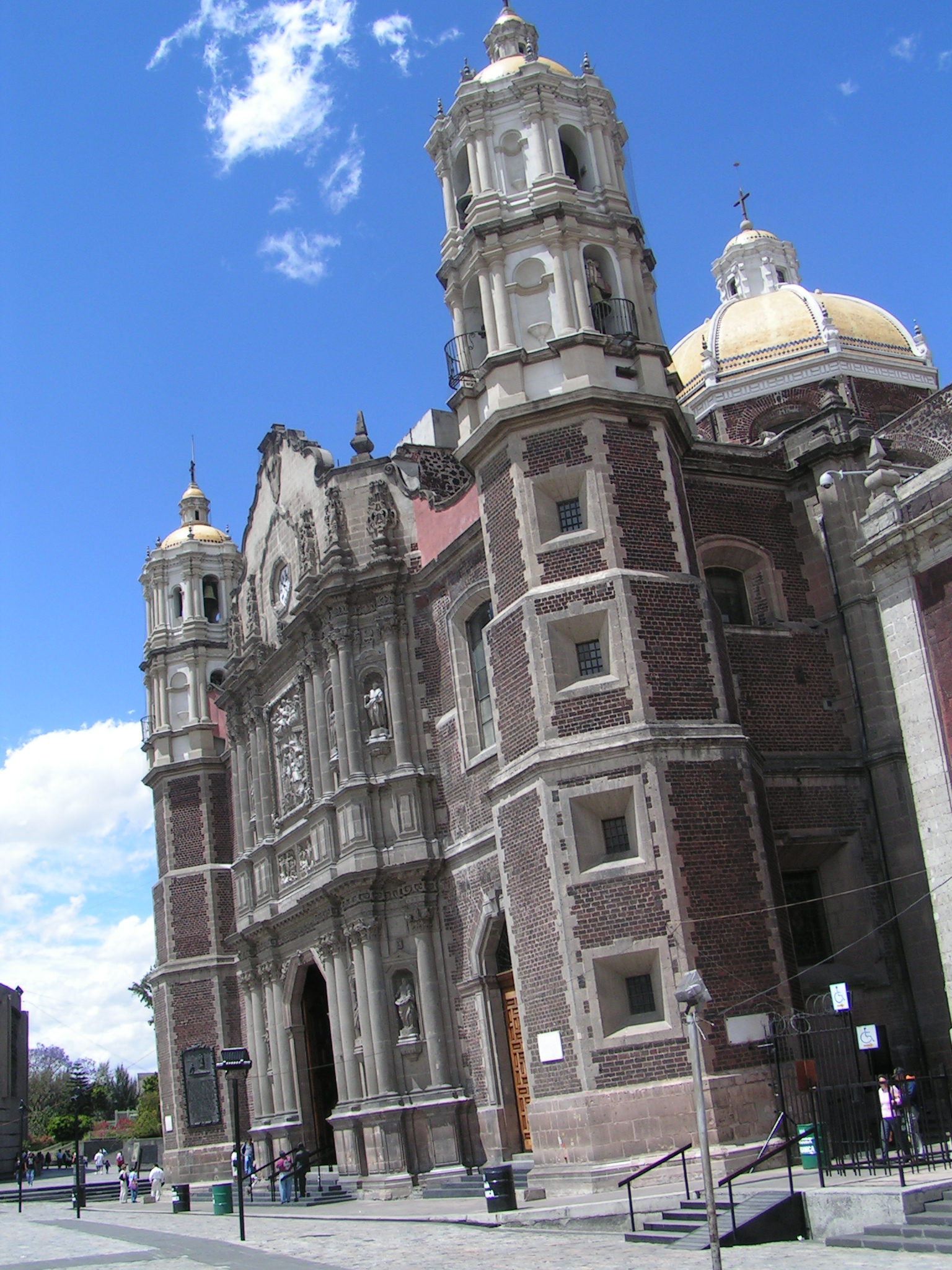
老圣殿
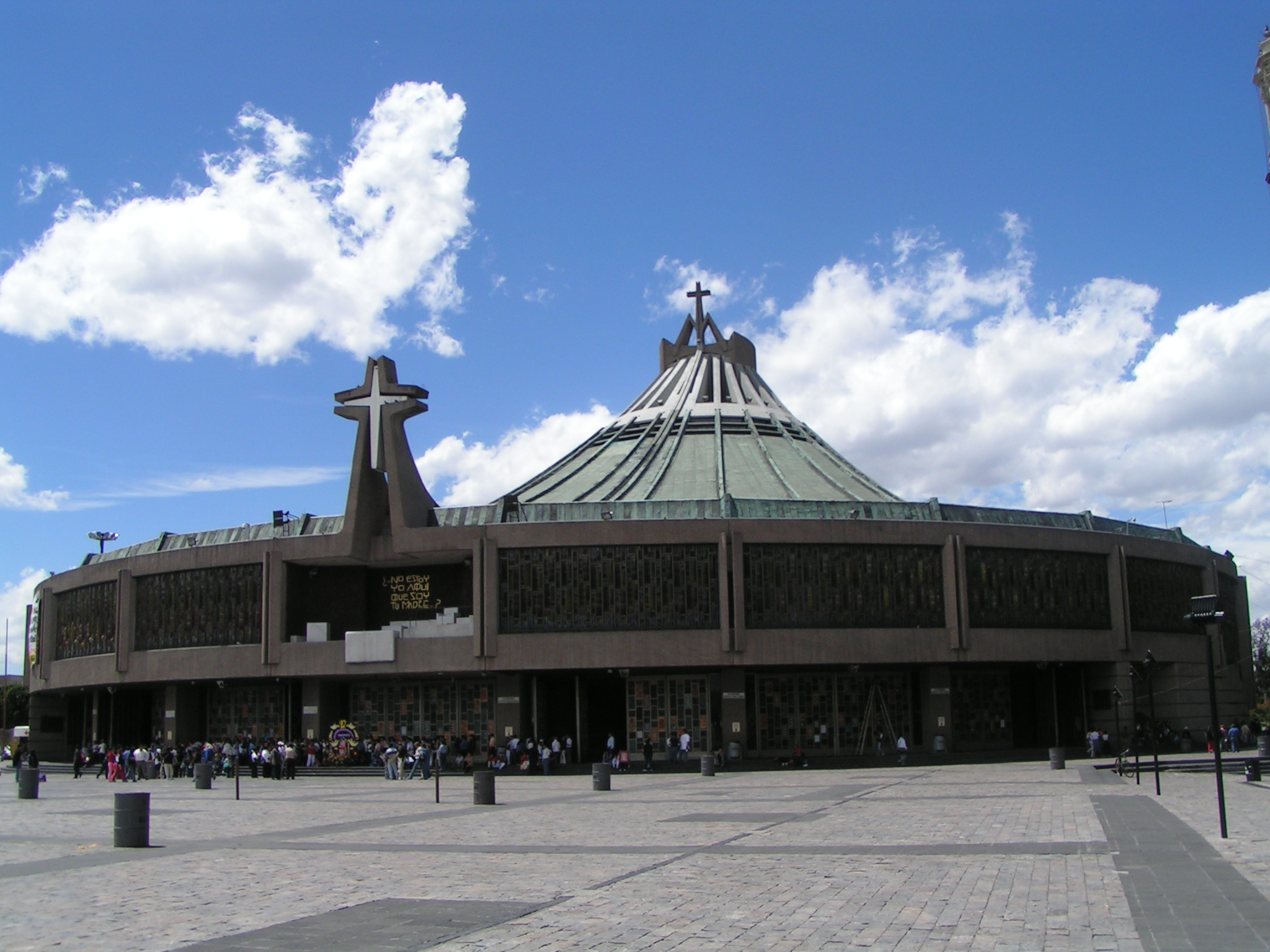
新圣殿外观
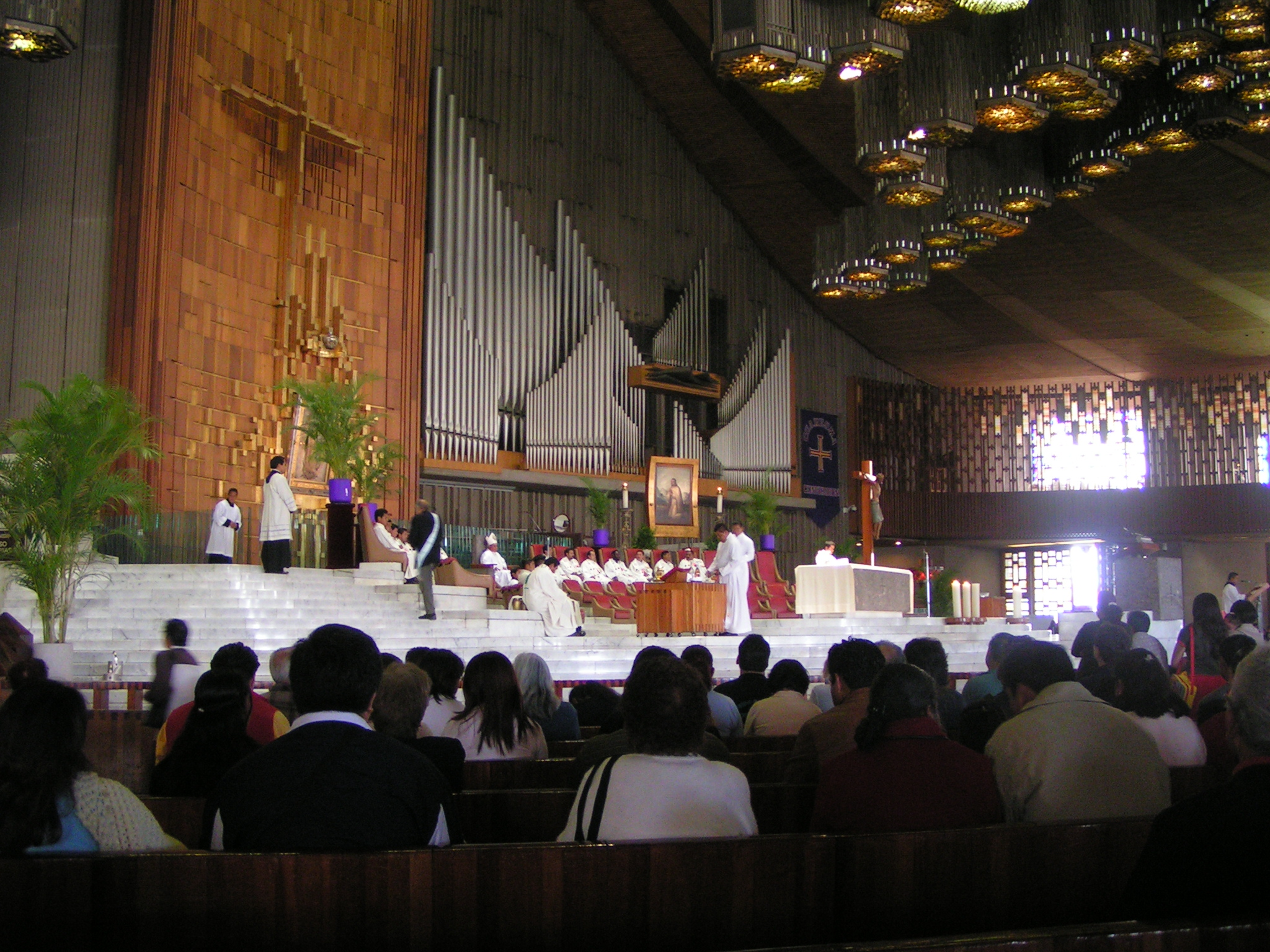
新圣殿内部
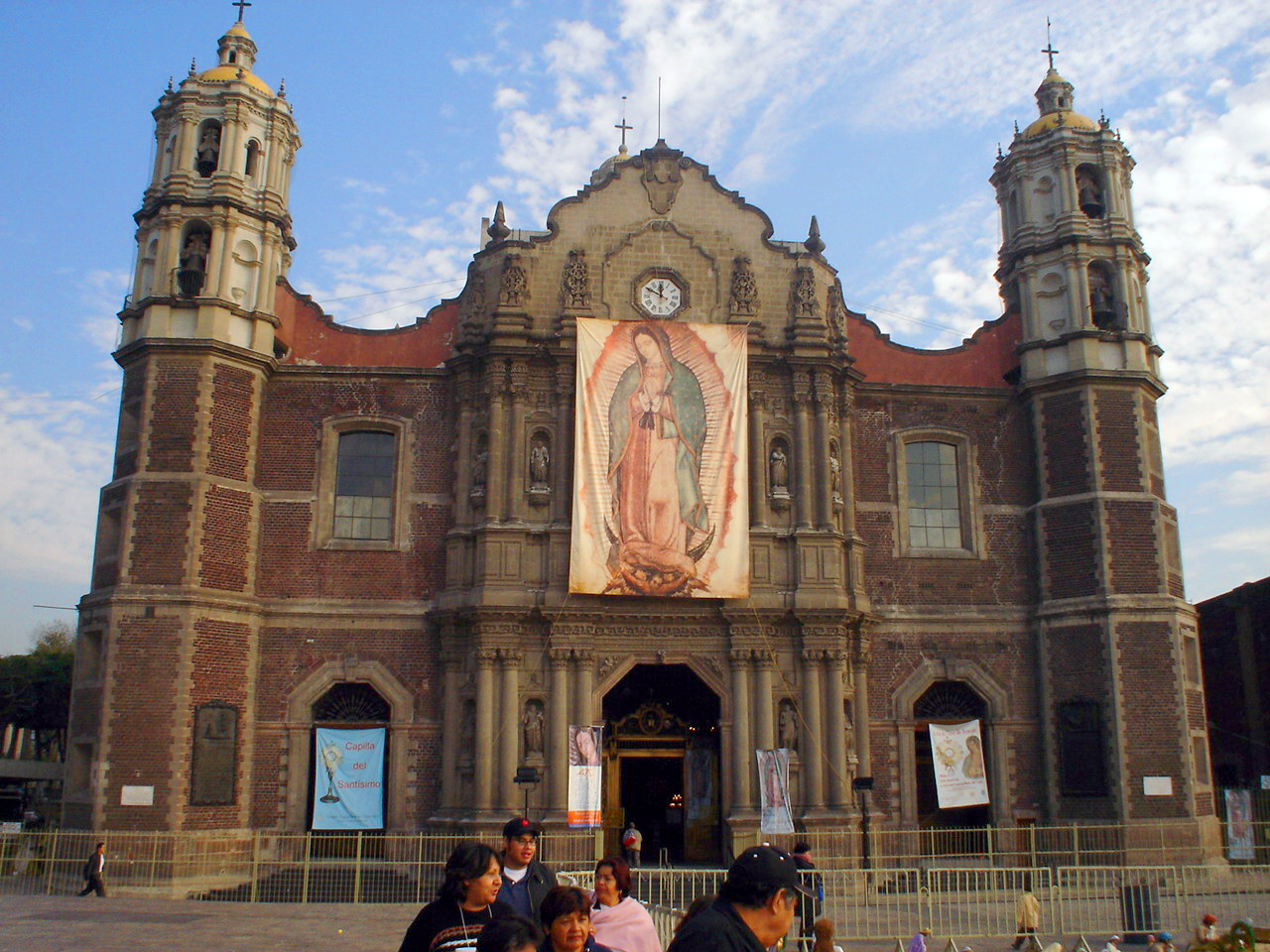
老圣殿
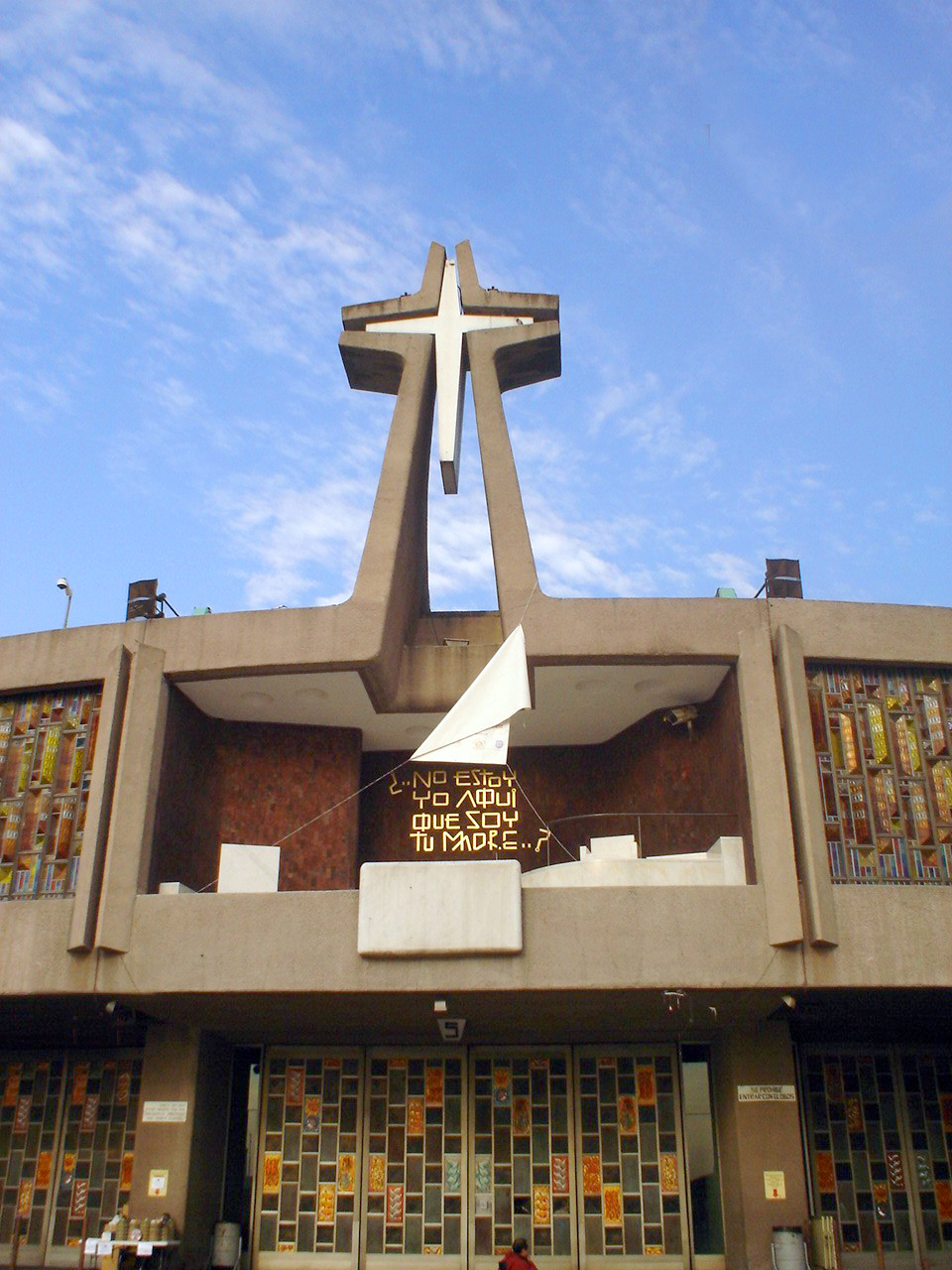
新圣殿
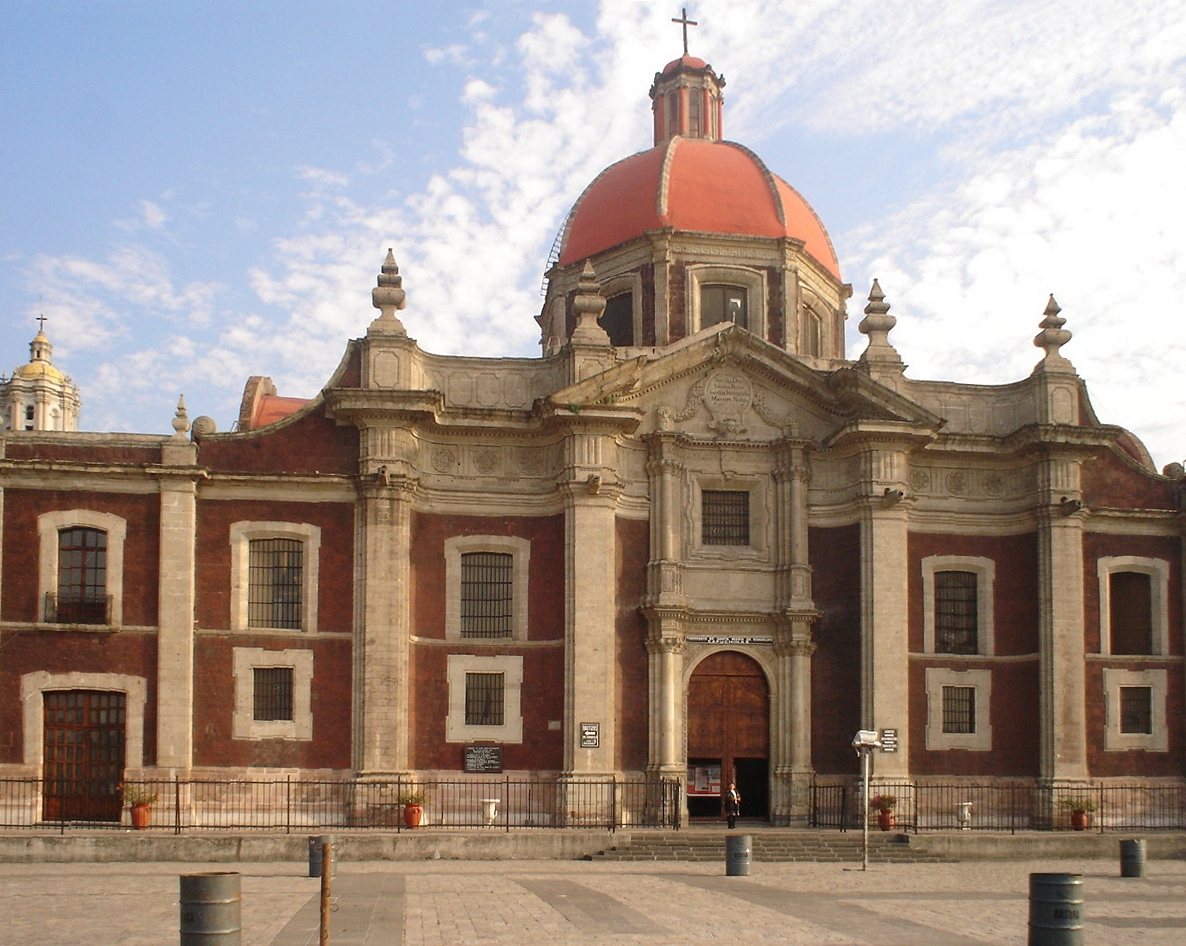
嘉布琴修女圣殿
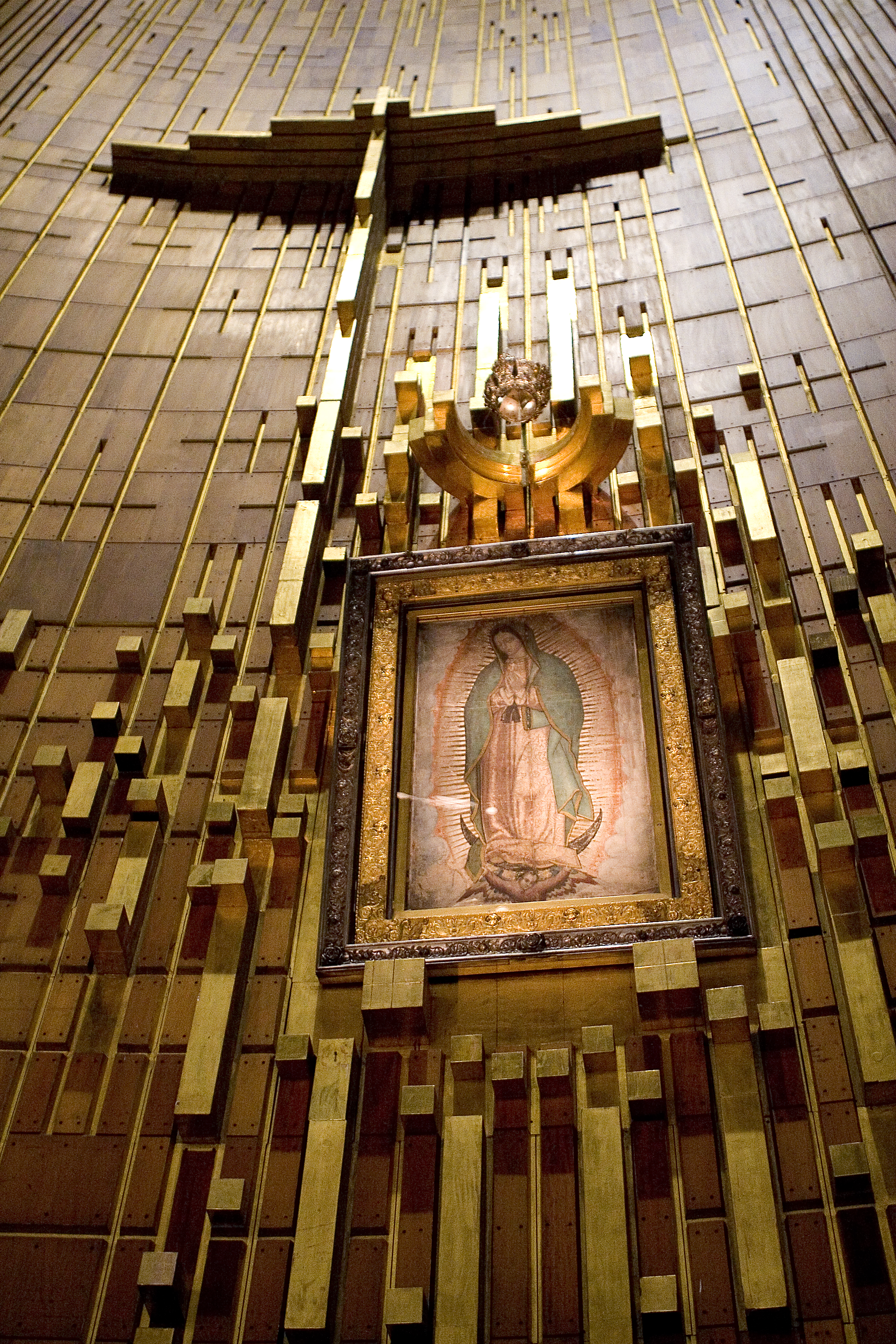
瓜达卢佩圣母像
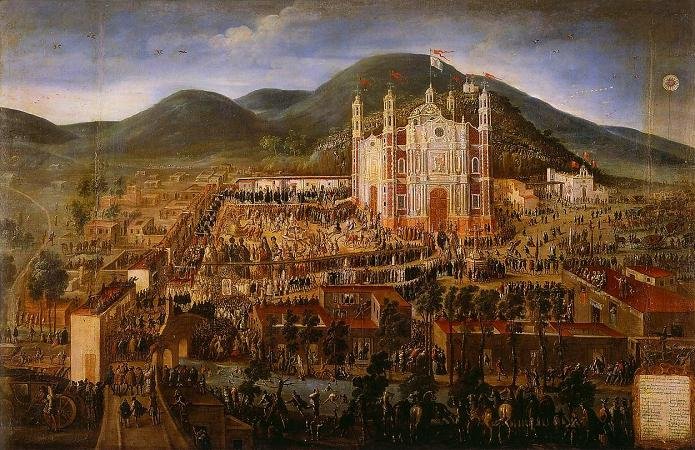
瓜达卢佩圣母大教堂落成典礼。曼努埃尔阿雷拉诺，1709年